# Ar-Risani
Ar-Risani a. Ar-Rajsani (arab. الريساني, fr. Rissani) – miasto w południowo-wschodnim Maroku w regionie administracyjnym Meknes-Tafilalt, w obszarze oazy Tafilalt. Ar-Risani istniało już w średniowieczu i było rodową siedzibą władców z dynastii Alawitów, zanim w XVII wieku dynastia ta sięgnęła po władzę w całym Maroku. Część ludności zamieszkuje stare, średniowieczne kasby.
Ar-Risani jest jednym z ważniejszych ośrodków turystycznych kraju ze względu na bliskość ruin średniowiecznego miasta Sidżilmasa oraz oazy Marzuka, położonej wśród wydm pustyni Irk asz-Szabbi. W samym Ar-Risani znajduje się ponadto zawija Mulaja Alego asz-Szarifa, a także niewielkie muzeum, poświęcone dynastii Alawitów. Trzy razy w tygodniu w Ar-Risani odbywa się targowisko.